# John Tresidder
John Tressider o Tresidder (Newcastle, 30 de julio de 1932) fue un ciclista australiano, que se especializó en la pista.

## Palmarés
- 1951
  - Campeón de Australia de Velocidad
- 1955
  - 1.º en el Gran Premio de París amateur
- 1955
  - 1.º en el Gran Premio de Copenhague amateur
- 1957
  - 1.º en los Seis días de Louisville (con Alfred Strom)
- 1958
  - 1.º en los Seis días de Cleveland 1 (con Steve Hromjack y Edward Vandevelde)
  - 1.º en los Seis días de Cleveland 2 (con Fred Weltrowski y Edward Vandevelde)
- 1960
  - 1.º en los Seis días de Lille (con Ronald Murray)
  - 1.º en los Seis días de Madrid (con Ronald Murray)
- 1961
  - 1.º en los Seis días de Newcastle (con Bob Jobson y Sidney Patterson)